# 花田吉隆
花田 吉隆（はなだ よしたか、1953年 - ）は、日本の外交官。北海道出身。2011年（平成23年）から2014年（平成26年）にかけて東ティモール駐箚特命全権大使。

## 経歴・人物
1977年（昭和52年）東京大学法学部を卒業し、外務省に入省する。
国際連合局、経済協力局、外務大臣官房領事移住部旅券課長、内閣官房内閣審議官を経て、2002年から在南アフリカ日本国大使館公使。
在スイス日本国大使館公使、フランクフルト総領事などを経て、2009年（平成20年）世界平和研究所主任研究員。
2011年10月より駐東ティモール大使。2015年4月1日防衛大学校防衛学教育学群国防論教育室教授（防衛学専門書購読II、地域研究）兼防衛大学校総合情報図書館グローバルセキュリティセンター企画発信部門員
。

## 同期
- 秋元義孝（10年儀典長・大使）
- 佐野利男（10年駐デンマーク大使・08年軍縮不拡散・科学部長）
- 鈴木敏郎（12年中東・北アフリカ諸国情勢担当大使・10年駐シリア大使・08年中東アフリカ局長）
- 梅本和義（11年駐スイス大使・08年北米局長）
- 長崎輝章（10年駐グアテマラ大使）
- 太田清和（10年シアトル総領事）
- 佐藤悟（11年駐スペイン大使・10年外務報道官・08年中南米局長）
- 小寺次郎（10年欧州局長・08年国際情報統括官）
- 八木毅（10年経済局長）
- 長嶺安政（10年国際法局長）
- 深田博史（10年駐セネガル大使・08年領事局長）
- 角茂樹（11年駐バーレーン大使・08年国連大使）
- 川田司（11年駐アルジェリア大使・10年領事局長）
- 井上進（11年駐コートジボワール大使）
- 小池政行（日本赤十字看護大学教授）
- 佐渡島志郎（11年駐バングラデシュ大使・10年国際協力局長）
- 杉山晋輔（11年アジア大洋州局長・08年地球規模課題審議官）
- 高原寿一（12年駐チュニジア大使）
- 手塚義雅（12年駐トリニダード・トバゴ大使）

## 著書
- 『ポストアパルトヘイトの政治経済』第三書館 2006